# باستينا (ايطاليا)
باستينا؛ هي بلدية في مقاطعة فروسينون في منطقة لاتسيو الإيطالية، وتقع على بعد حوالي 90 كيلومتر (56 ميل) جنوب شرق روما وحوالي 20 كيلومتر (12 ميل) جنوب شرق فروسينون.

## الجغرافيا
حدود باستينا البلديات التالية: كاسترو دي فولتشي ، لينولا ، بيكو ، سان جيوفاني إنكاريكو.

## المعالم السياحية الرئيسية
- كهوف باستينا

## روابط خارجية
- الموقع الرسمي باللغة الإيطالية